# Parque nacional de Paklenica
El  parque nacional de Paklenica se encuentra en el cañón kárstico del río Paklenica  ( 44°22′N 15°26′E / 44.367, 15.433 ) en 
Starigrad, Dalmacia septentrional, laderas meridionales del monte Velebit, no lejos de Zadar. Incluye dos cañones: Mala (Pequeño) y Velika (Hrande) Paklenica. El curso pequeño ha permanecido seco los últimos años. Cerca de la entrada del Velika Paklenica hay un complejo de cuevas artificiales construido durante el régimen de Josip Broz Tito a finales de los años cuarenta y principios de los cincuenta. El parque nacional se estableció en 1949 y es el segundo más antiguo de Croacia, después del parque nacional de los Lagos de Plitvice en Dalmacia septentrional.

## Historia
La zona meridional del Velebit ha estado habitada desde los tiempos prehistóricos. Se cree que durante la última glaciación, la zona probablemente la habitaban pequeños grupos de cazadores-recolectores del Paleolítico, como en el resto del Mediterráneo. El nivel del mar debía estar 120 m por debajo del actual, y el canal de Velebit fue un amplio valle con un río que lo cruzaba. Las partes más altas del Velebit estaban cubiertas por glaciares. Cuando el nivel del mar empezó a levantarse a finales de la edad del hielo, la gente se trasladó a zonas más altas, con colinas. Los registros más antiguos de humanos en Velebit – herramientas de piedra mesolíticas encontradas en la cueva de Vaganačka bajo Veliko Rujno- se remontan a esta época.
Aproximadamente hace ocho mil años, los primeros ganaderos y agricultores llegaron a la zona, llevando consigo el trigo, las cabras y ovejas domésticas, así como el conocimiento de su cría. Las actividades de caza-recolección perdieron su importancia, y la vida pastoril comenzó en Velebit. Se han encontrado en las cuevas que servía de refugio para los hombres y el ganado gran cantidad de restos materiales, como huesos de animales domésticos, herramientas y equipamiento usados por los pastores prehistóricos y vajilla de barro decorada.

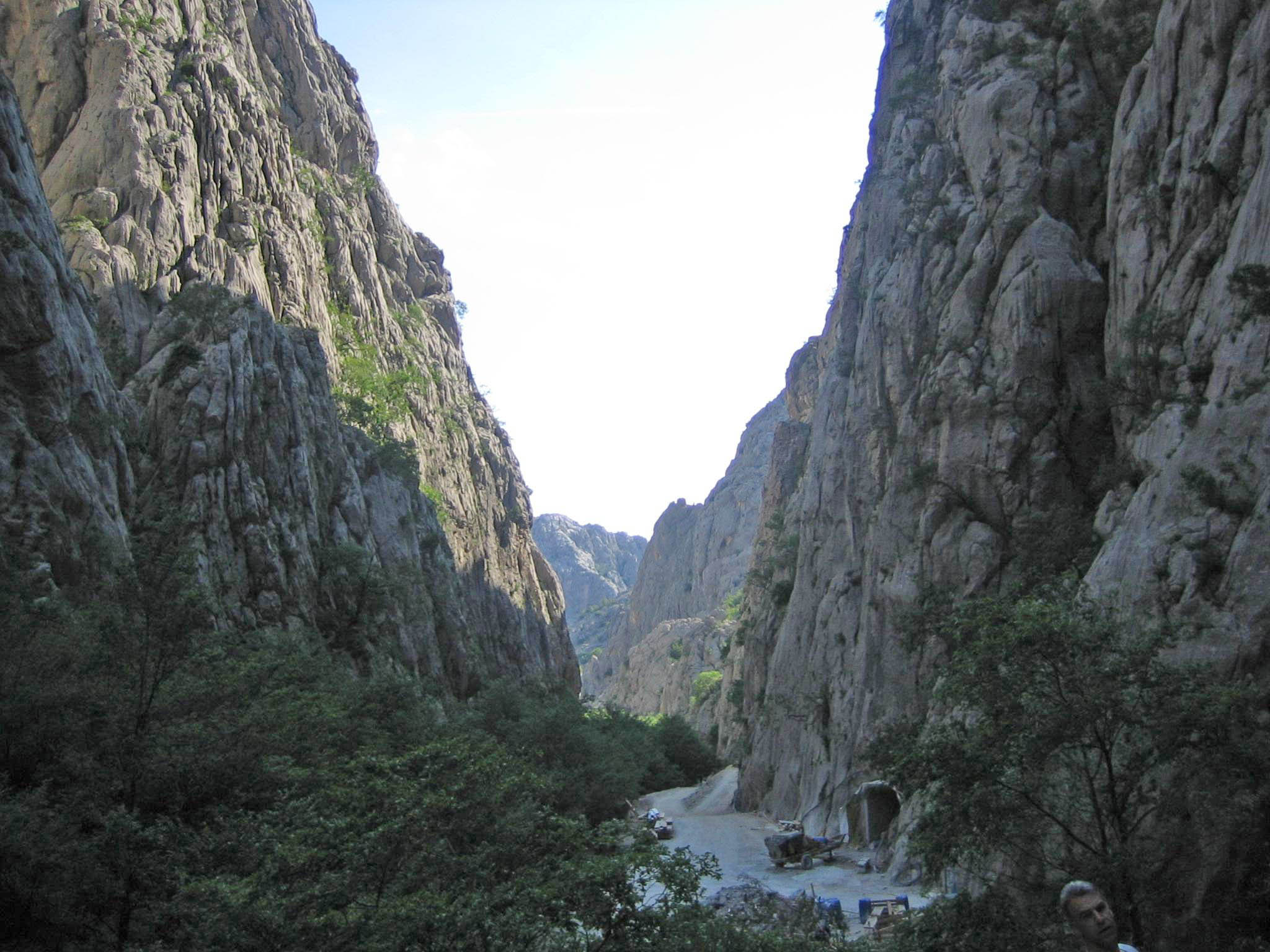
Garganta Velika Paklenica.

A lo largo de los últimos dos mil años antes de Cristo, durante la Edad del Bronce, se construyeron las primeras fortificaciones y muros de piedra por parte de los pueblos liburnios. Servían de refugio a la población de los pueblos vecinos en caso de peligro, y algunas de ellas podían haber sido asentamientos permanentes donde los gobernantes locales tenían sus sedes. Además, ellos supervisaban importantes rutas de comercio y de ganado que llevaban a Velebit y más allá a Lika a través de Paklenica o Rujan. Algunas de ellas servían para supervisar la navegación. Ahora están destruidos, pero aún se pueden ver en algunos lugares los montículos en forma de anillo de varios metros de altura. En las inmediaciones de las fortificaciones, se pueden encontrar montones de ataúdes - depósitos de piedra grande y redonda en las que los ex gobernantes eran enterrados en ataúdes hechos de lajas de piedra. La mayoría de ellos han sido excavados y las tumbas han sido saqueadas, pero todavía pueden verse aquí y allá, como en el área de la aldea de Ljubotić por encima de Tribanj-Kruščica.
En los últimos dos mil años antes de Cristo, la costa oriental del Adriático fue conquistada poco a poco por las legiones romanas. Después de que se fundase la provincia romana de Dalmacia a principios del siglo I d. C., se estableció el gobierno romano permanente. Con el tiempo, se fundó Starigrad (nombre romano: Argyruntum, "Argirunto"), y pronto se convirtió en un importante centro comercial. Después, se fortificó con murallas y torres. El cementerio de la ciudad se encontraba en la calzada que conducía al suroeste de la ciudad. Un montón de hallazgos arqueológicos se recogieron en cerca de 400 tumbas exploradas - joyas, objetos de cristal y metal, armas y herramientas. El hallazgo más interesante es sin duda la colección de vidrio antiguo -hasta 146 recipientes de distintas formas (cuencos, vasos, botellas)- que se conservan en el Museo de Arqueología de Zadar.
La vida en Argirunto se estancó a principios del siglo IV d. C. La era de la paz fue interrumpida por los ataques de las naciones bárbaras, que finalmente llevó a la decadencia del Estado romano. En un intento de llevar la costa adriática de nuevo a Imperio, el emperador romano oriental Justiniano construyó un sistema de fortificaciones para asegurar la navegación y proteger a la población local. Las ruinas de fortalezas y torres por encima de Modric y cerca de Sveta Trojica no muy lejos de Tribanj son partes de este sistema defensivo que aplazó brevemente la decadencia final del mundo antiguo en el Adriático.

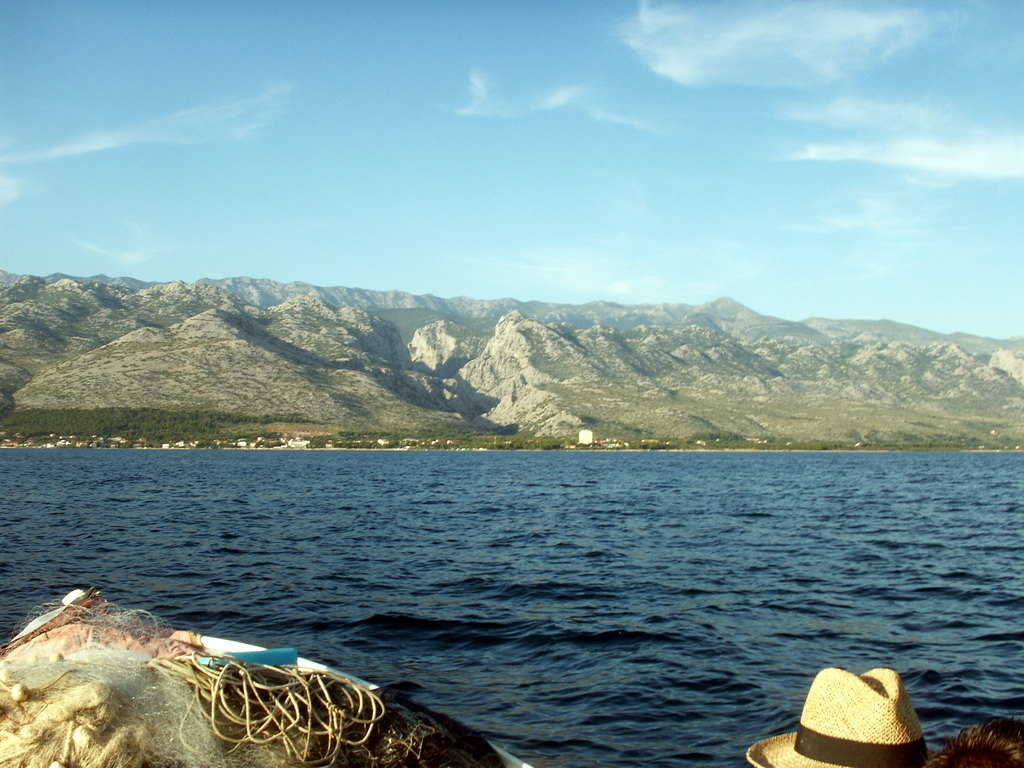
Paklenica desde Starigrad.

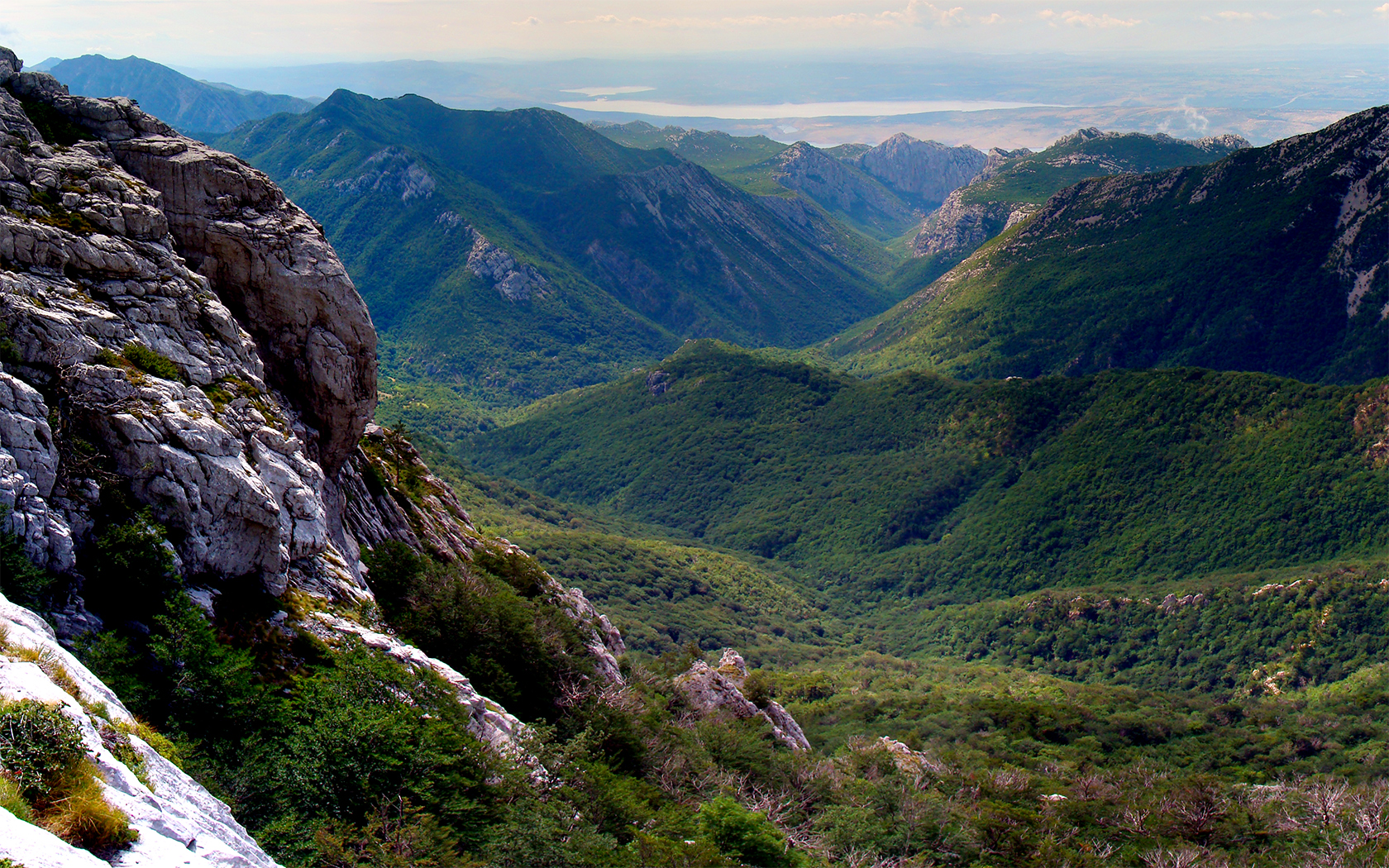
Paklenica interior.

La llegada de croatas en esta área se inició en el comienzos de la Edad Media. Las primeras huellas que se conservan de su presencia son las capillas de San Jorge (S. Juraj) en Rovanjska y la capilla de San Pedro (Sv. Petar) en Starigrad, construidas en el siglo IX o X. Dos fuertes - Večka kula y Paklarić - probablemente fueron erigidas a finales de la Edad Media (siglos XIV-XVI).

## Rasgos geológicos

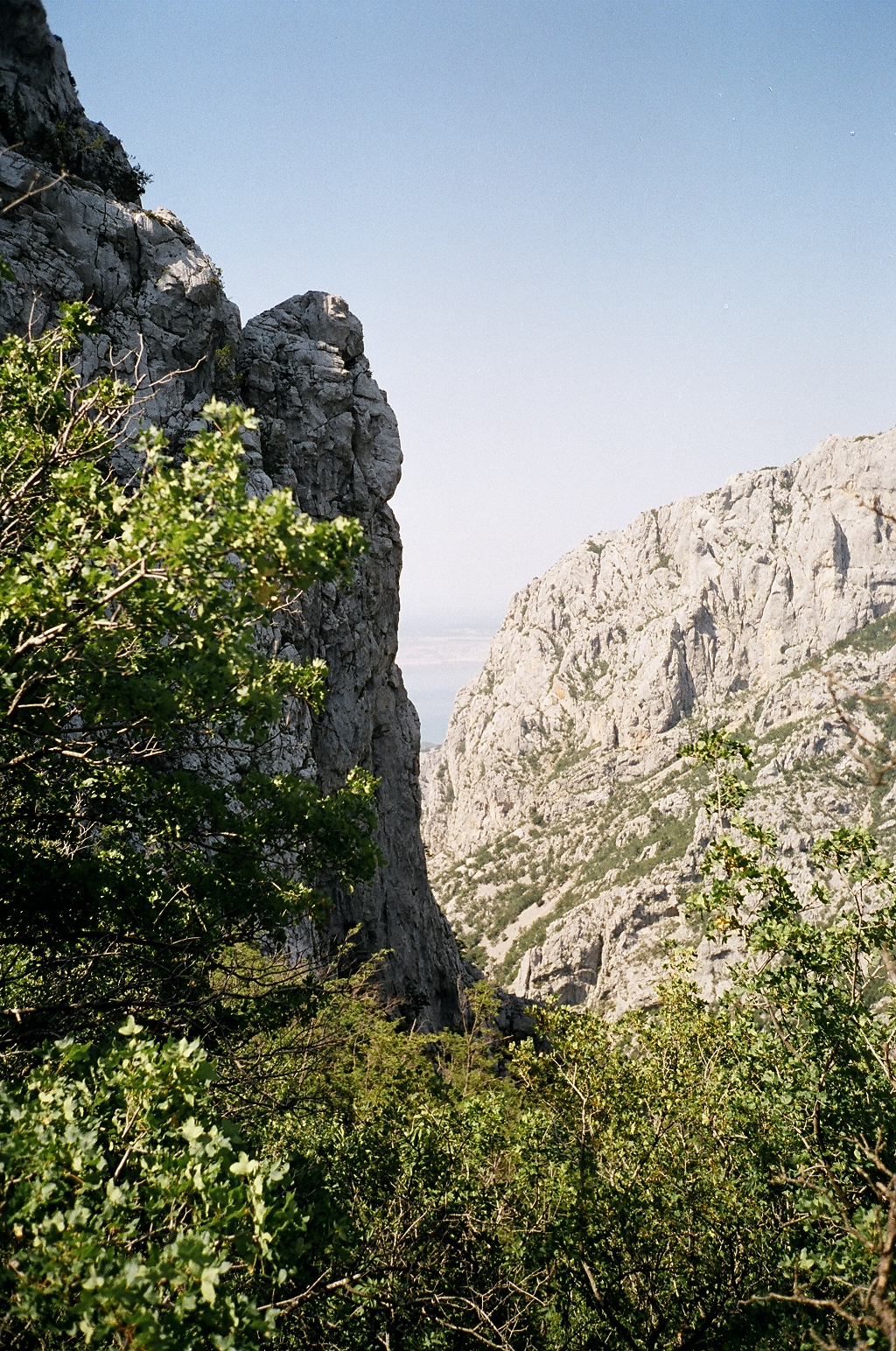

Las partes más atractivas y valiosas de Velebit meridional son con seguridad los impresionantes cañones de Velika Paklenica y Mala Paklenica. El cañón de Velika Paklenica tiene 14 km de largo y 500-800 m de ancho. En su parte más estrecha alrededor de los Bunkers, el cañón solo tiene 50 m de ancho. Verticales acantilados se elevan hacia arriba a ambos lados del cañón hasta una altura de más de 700 m. La parte más atractiva es el área alrededor de la fuerte caída de la corriente abajo de Anića luka, donde los acantilados escarpados se alzan directamente sobre la corriente, formando la parte más estrecha del cañón entre Anića luka y el estacionamiento. El cañón Mala Paklenica es de menor dimensión, y el torrente que lo atraviesa es mucho menos poderoso. Tiene 12 km de largo y 400-500 m de ancho. En su parte más estrecha alcanza solo 10 m, mientras que los acantilados que rodean el cauce se elevan hasta una altura de 650 m.
La parte central del parque se distingue por el complejo relieve de Borovnik y Crni vrh, con el valle de Mala Močila y Velika Močila en las proximidades. En términos de relieve, Velika Močila es un valle muy interesante en forma de tazón en una altitud de 850 m de altitud, rodeado por Crni Vrh (1.110 m), Škiljina kosa (1.015 m) y el Zeleni brig (842 m), mientras Borovnik, llamada así por el bosque de pino negro, se extiende a lo largo del borde sur.
La parte este del parque es muy diferente geomorfológicamente, inaccesible y salvaje. Más allá al este, esta zona de tierra salvaje se transforma en una zona de formas más suaves alrededor de Malo Libinje y Veliko Libinje, mesetas kársticas con numerosos hoyos, cuyos fondos fueron tratados en su mayoría.
La zona más alta del parque nacional de Paklenica es la angosta cresta angosta del Velebit, 1 a 3 km de ancho. El pico más alto de Velebit - vrh Vaganski (1.757 m) también está aquí. El área del parque nacional de Paklenica es una de las más explorados de toda Croacia, en términos de espeleología. Se conocen y han sido explorados 76 objetos espeleológicos en el Parque, de ellos 39 pozos y 37 cuevas. El pozo Vodarica es la cueva más larga en Velebit a 300 metros, el Barranco Bunovac (534 m) es el más profundo en la parte central y meridional del Velebit.
Estancos sedimentos están situados dentro de los depósitos cársticos muy porosos de roca carbonatada en la parte ampliada de Velika Paklenica, Brezimenjača y en las partes de naciente de Mala Paklenica y el flujo ocasional de Orljača. Esta es la razón por la que el parque nacional Paklenica cuenta con varios flujos permanentes u ocasionales y muchos manantiales permanentes. Los manantiales permanentes de agua potable de alta calidad son Stražbenica, Kontinovo vrilo, Crno vrilo, Velika Močila y Pećica.

## Flora
La riqueza de la flora se ve reflejada en la lista de mil especies y subespecies de plantas registradas hasta la fecha, 79 de ellas endémicas. La gran diversidad, la presencia de especies relictas, endémicas, raras, especies protegidas por ley hacen que el parque sea una zona de gran valor florístico, no solo en Croacia, sino también en Europa y el mundo.
El fenómeno de los bosques es una de las razones principales por las que el área del sur de Velebit fue declarado parque nacional. Se pueden encontrar en el parque zonas de bosques de robles y carpes orientales, bosques de hayas, bosques de pino negro y el bosque de helechos.

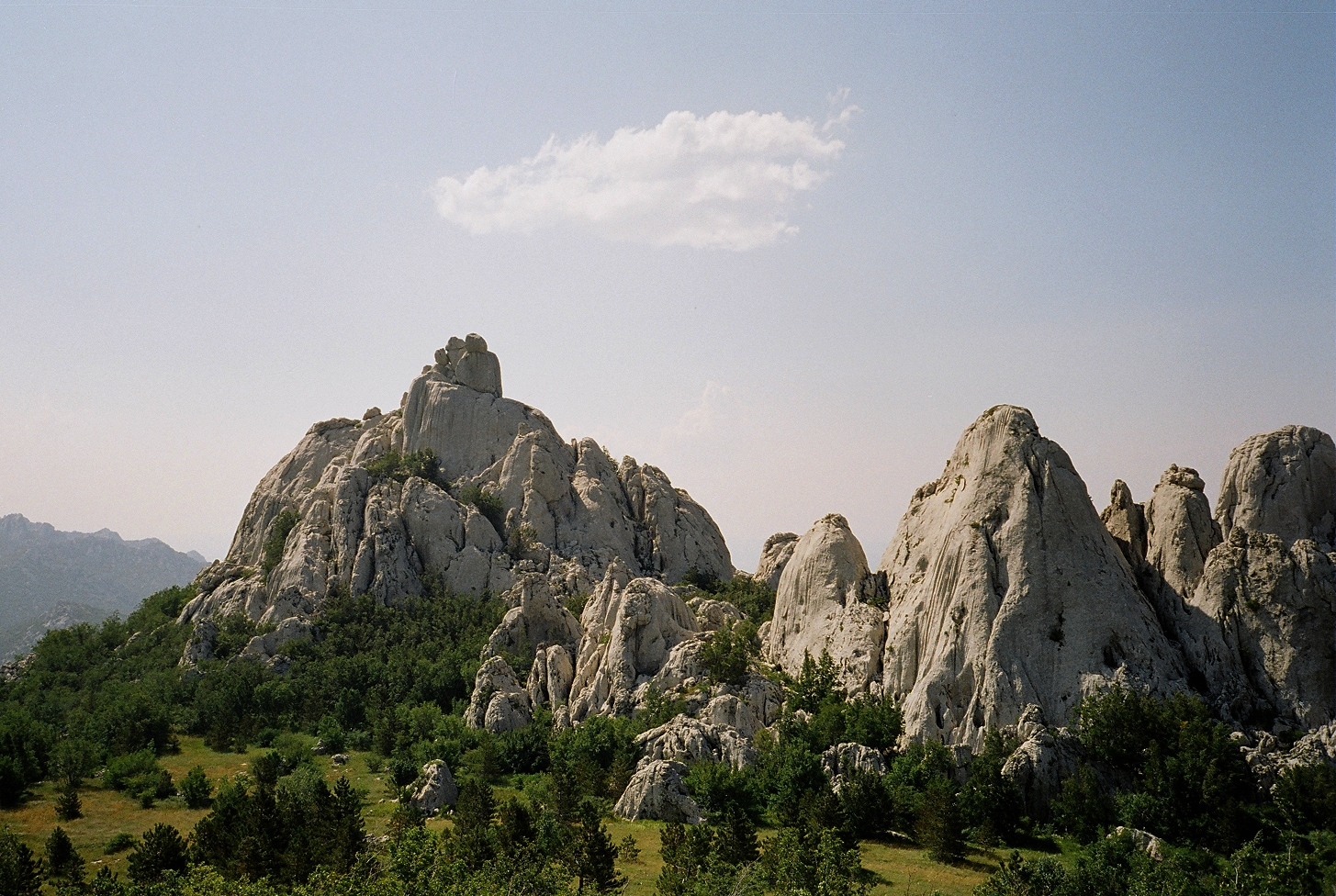

## Fauna
Los diversos hábitats de Paklenica y la estratificación vertical son el hogar de una fauna diversa. Los invertebrados están relativamente poco explorados, sí se han estudiado bien insectos atractivos como las mariposas diurnas. Más de 40 especies de anfibios y reptiles se encuentran, el peligro de extinción, destacando entre ellos la Vipera ursinii.
Las aves son el grupo más numeroso de los vertebrados, con 230 especies registradas hasta la fecha. El mundo de las aves está representado por 102 especies de aves que anidan en la más amplia zona del parque. El grupo de aves que nidifican incluye una comunidad de aves que habitan en las rocas y acantilados en los cañones de Velika Paklenica y Mala Paklenica, con 24 especies distintas. Un valor especial se añade al parque por las especies de aves amenazadas y raras como el águila real, halcón peregrino , águila culebrera y azor. Las zonas forestales son ricas en pájaros carpinteros, siendo el más raro entre ellos el pico dorsiblanco y el pico mediano.
También hay 53 especies de mamíferos en el parque, destacando el corzo y la gamuza, mientras que el oso pardo es el depredador más grande. En las cuevas hay una multitud de interesantes animales subterráneos como los cangrejos, ácaros, nematodos, gusanos acuáticos, arañas, pseudoscorpiones, escarabajos y murciélagos.

## Actividades turísticas

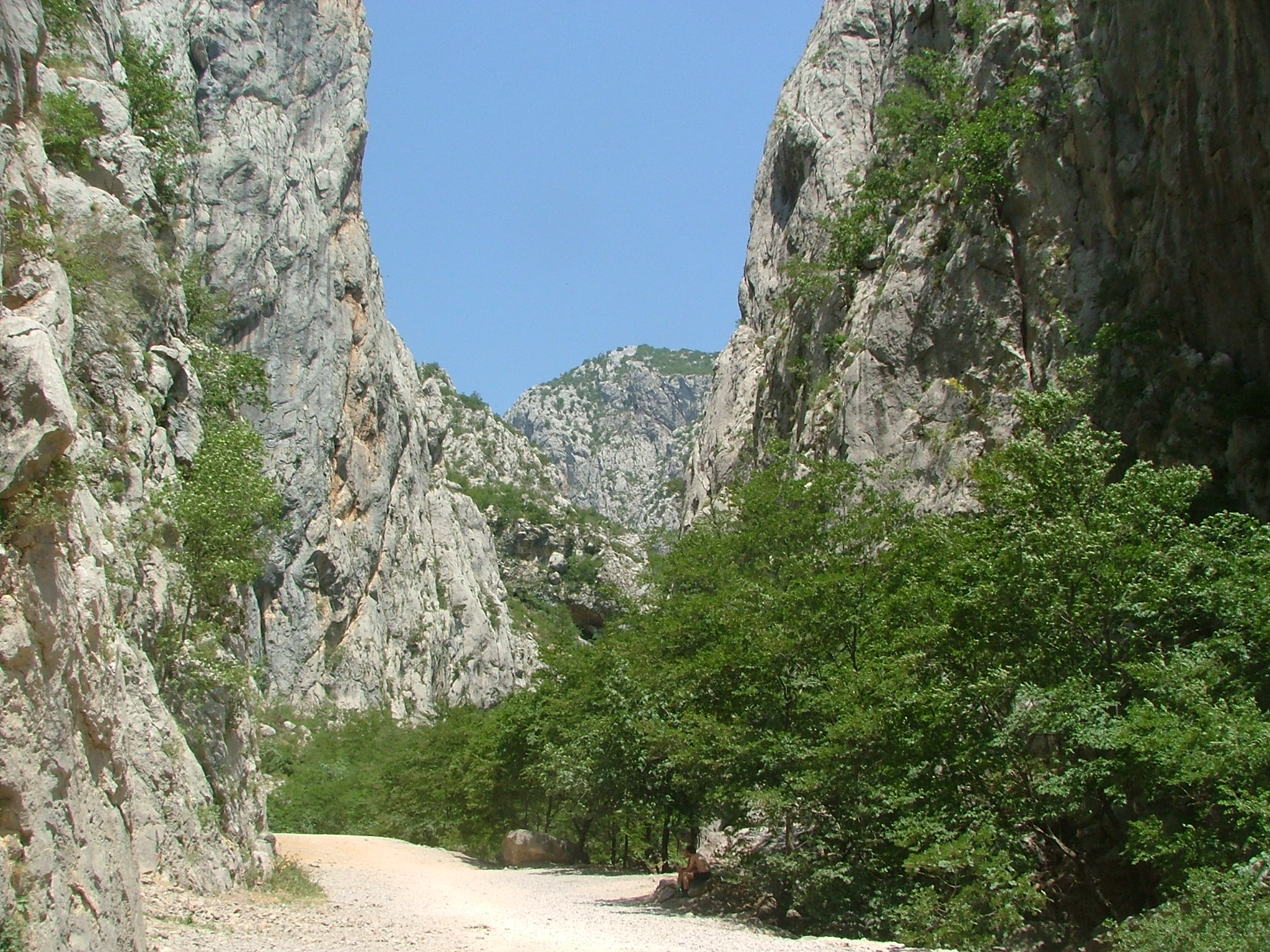
Un sendero en Paklenica.

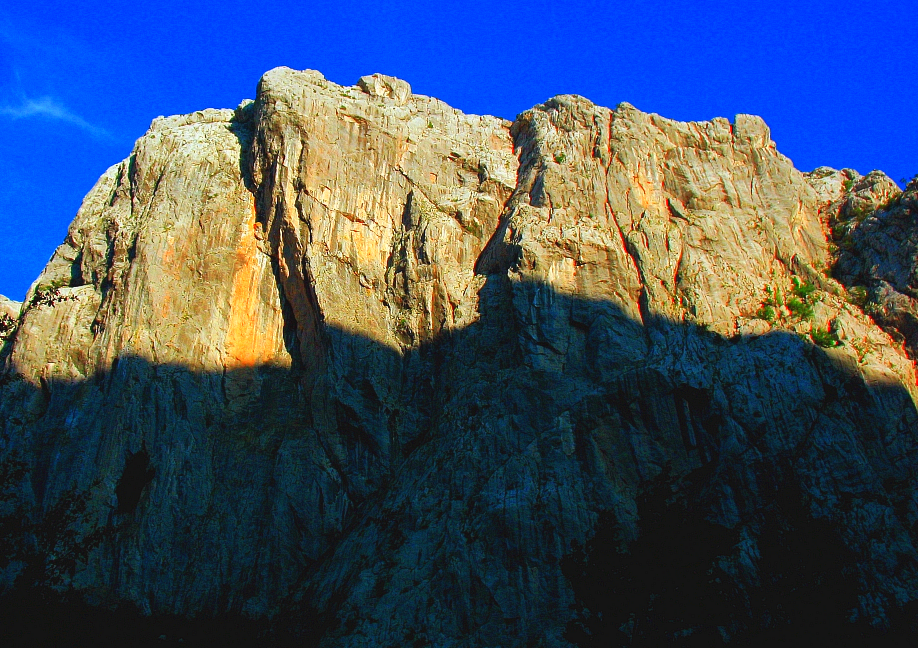
El Anica kuk, 712 m, centro de las rutas de escalada más conocidas de Paklenica.

El excursionismo es la única manera de conocer bien Paklenica. El área del parque contiene 150-200 km de pistas y senderos, destinados a los turistas, que va del cañón Velika Paklenica a la cueva Manita Peć, la cabaña forestal de Lugarnica y el refugio de montaña, a aquellos que se destinan a los montañeros, llevando a los picos más altos de Velebit. Los senderos en el Parque están marcados con las placas y los signos de alpinismo 
El parque nacional de Paklenica es el lugar de escalada más visitado de Croacia, y el más grande en el Sudeste de Europa. La proximidad del agua de mar le da a este sitio de escalada un encanto especial, lo que hace de la Riviera de Paklenica un lugar ideal para combinar alpinismo y los deportes acuáticos. Hoy en día, hay más de 360 rutas equipadas y mejoradas de diversos niveles de dificultad y longitud dentro de los sitios de escalada Paklenica, de manera que cada escalador puede encontrar vías a su gusto. La principal temporada de escalada comienza en primavera y continúa hasta finales del otoño.